# Vanesa Gimbert Acosta
Vanesa Gimbert Acosta (Bergara, Guipúscoa, 19 d'abril de 1980) és una centrecampista de futbol que va ser internacional per Espanya, amb la qual va jugar l'Eurocopa 1997.
El 22 d'abril del 2022 s'anuncià que Gimbert deixava el futbol professional. En aquell període tancava la novena temporada a l'Athletic Club a l'edat de 42 anys.

## Trajectòria
| Temporades    | Equip              | Títols                          |
| ------------- | ------------------ | ------------------------------- |
| 99/00 - 02/03 | Llevant UE         | 2 Lligues, 3 Copes, 1 Supercopa |
| 03/04         | Estudiantes Huelva |                                 |
| 04/05 - 06/07 | Sevilla FC         |                                 |
| 07/08 - 09/10 | Rayo Vallecano     | 2 Lligues, 1 Copa               |
| 10/11 - 12/13 | RCD Espanyol       | 1 Copa                          |
| 13/14 - act.  | Athletic Club      | 1 Lliga                         |